# 살롬 젠스

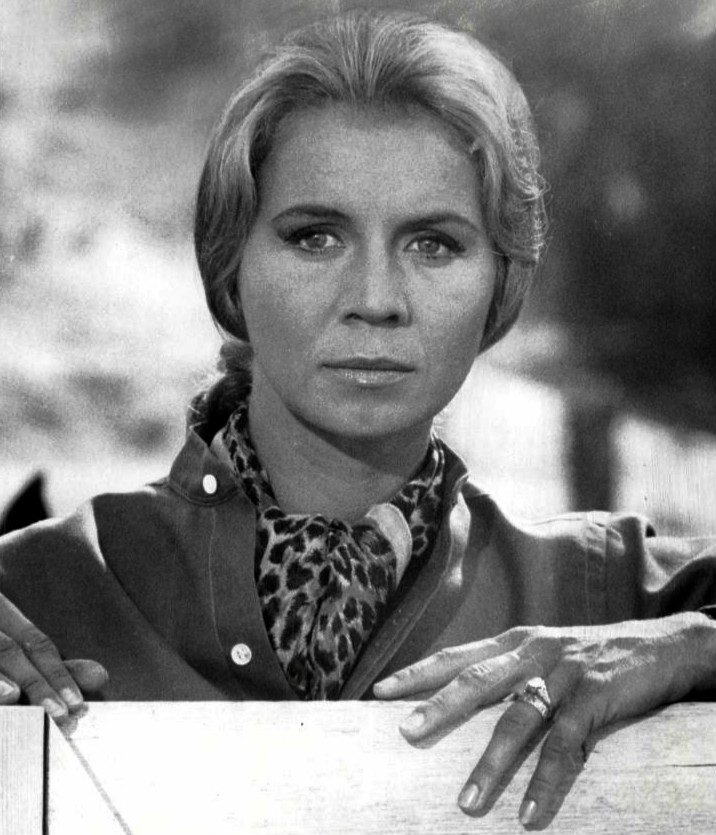

설로미 젠스(Salome Jens, 영어 발음: /səˈloʊmi/, 1935년 5월 8일 ~ )는 미국의 배우이다.
밀워키에서 태어났다.

## 출연 작품
- 빅 (2016년)
- 룸 101 (2001년)
- 커밍 아웃 언더 파이어 (1994년)
- 슈퍼보이 (1988년)
- 언커먼 밸러 (1983년)
- 세비지스 (1972년)
- 미 나탈리 (1969년)
- 세컨드 (1966년)

### 텔레비전
- 닥터 게논 (1969년)
- LA 로 (1986년)
- 추격 (1959년)
- 딜론 보안관 (1955년)
- 디즈니랜드 (1954년) - 에스더 맥도널드 역